# Кастелец
Кастелец (на словенски: Kastelec) е село в Словения, Обално-крашки регион, община Копер. Според Националната статистическа служба на Република Словения през 2002 г. селото има 46 жители.